# Paul Béré
Paul Béré SJ (* 28. März 1966) ist ein burkinischer Ordensgeistlicher und Hochschullehrer.

## Leben
Er trat 1990 dem Jesuitenorden bei. Er promovierte am Pontificio Istituto Biblico in Rom und lehrte Altes Testament und biblische Sprachen am Jesuitentheologat in Abidjan (Elfenbeinküste) und wurde später ans Pontificio Istituto Biblico berufen.
Béré lehrt als Professor am Päpstlichen Bibelinstitut. Papst Franziskus ernannte ihn am 18. Februar 2023 zum Konsultor des Dikasteriums für die Kultur und die Bildung und am 10. Januar 2024 zudem zum Konsultor des Generalsekretariats der Bischofssynode.

## Schriften (Auswahl)
- Le second Serviteur de Yhwh. Un portrait exégétique de Josué dans le livre éponyme. Göttingen 2012, ISBN 3-525-54376-X.
- mit Pascal Kolesnoré (Hrsg.): Nous avons vu son étoile. Acte du colloque international sur Mgr Dieudonné Yougbaré (+), 1er évêque du diocèse de Koupéla, à l’occasion du centennaire de sa naissance à Koupéla, du 16 au 19 février 2017, Burkina Faso. Koupéla 2017, ISBN 979-10-92849-15-8.